# Vorsetzen

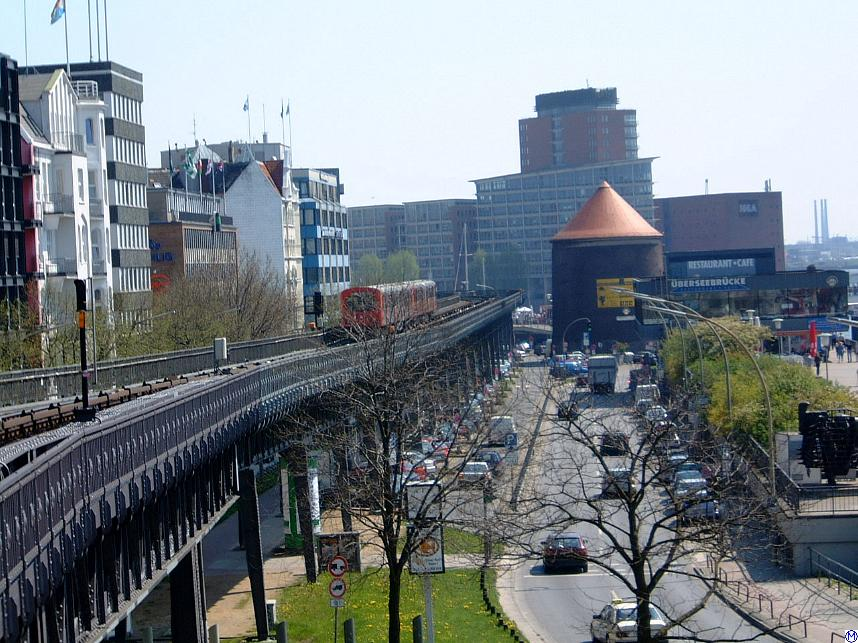
Vorsetzen mit Viadukten der Hochbahn

Vorsetzen ist eine Straße im Hamburger Stadtteil Neustadt. Sie verläuft parallel zur Jan-Fedder-Promenade am Hamburger Niederhafen. Der Name Vorsetzen leitet sich ab von den Eichenbohlen, die der Kaikante früher zur Sicherung gegen Ausspülungen als Spundwand vorgesetzt wurden.

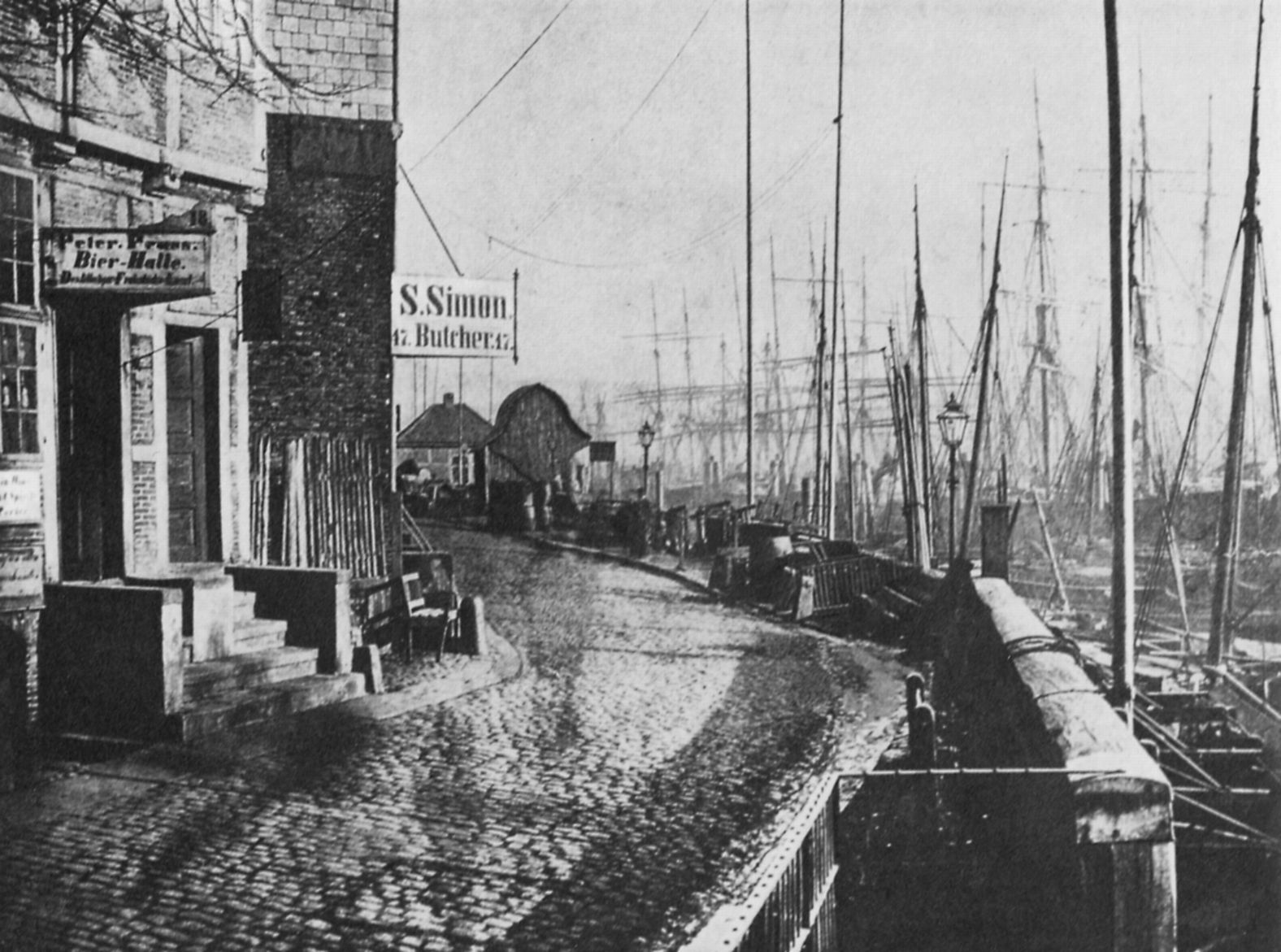
Vorsetzen 1864

## Beschreibung und Verlauf
Die Straße verläuft als Teil der Hafenrandstraße zwischen den Straßen Johannisbollwerk im Westen und Baumwall im Osten. Die ungefähr 330 Meter lange Straße hat in beiden Fahrtrichtungen jeweils zwei Fahrstreifen; die Fahrbahnen sind durch einen Mittelstreifen voneinander getrennt. Auf dem Mittelstreifen befinden sich Viadukte der Hamburger Hochbahn, deren U-Bahn-Linie 3 hier zwischen den Haltestellen Landungsbrücken und Baumwall verkehrt. 
Bei Vorsetzen 70 beschreibt die Straße einen Knick. An dieser Stelle befindet sich zwischen beiden Fahrstreifen ein 1940 erbauter Luftschutzbunker der Bauart „Zombeck“, der heute gastronomisch genutzt wird.
Parallel zu den Vorsetzen verläuft die auf einem Flutschutzbauwerk verlaufende und seit 2022 so bezeichnete Jan-Fedder-Promenade.

## Geschichte

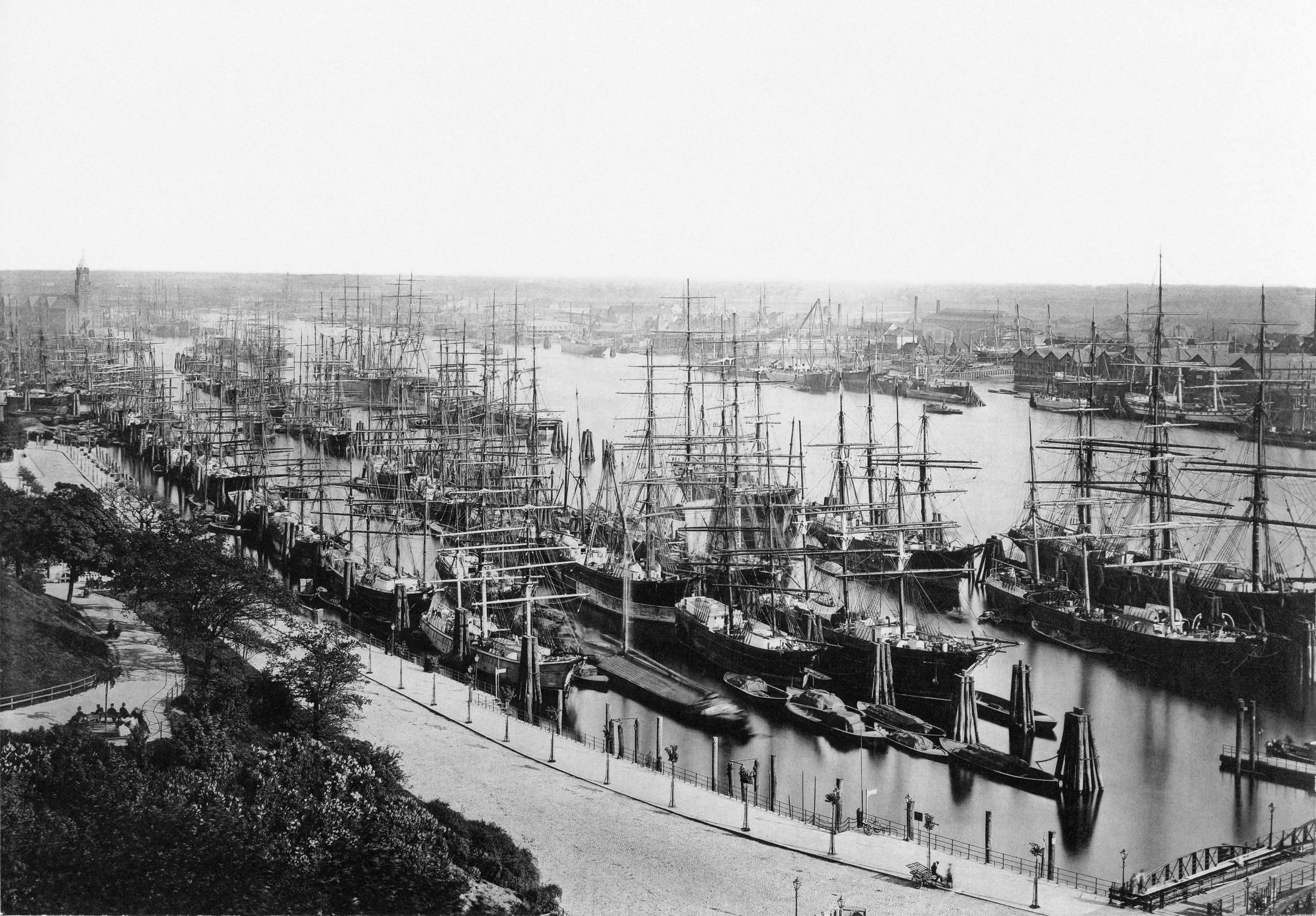
Vorsetzen mit anliegenden Schiffen, 1883

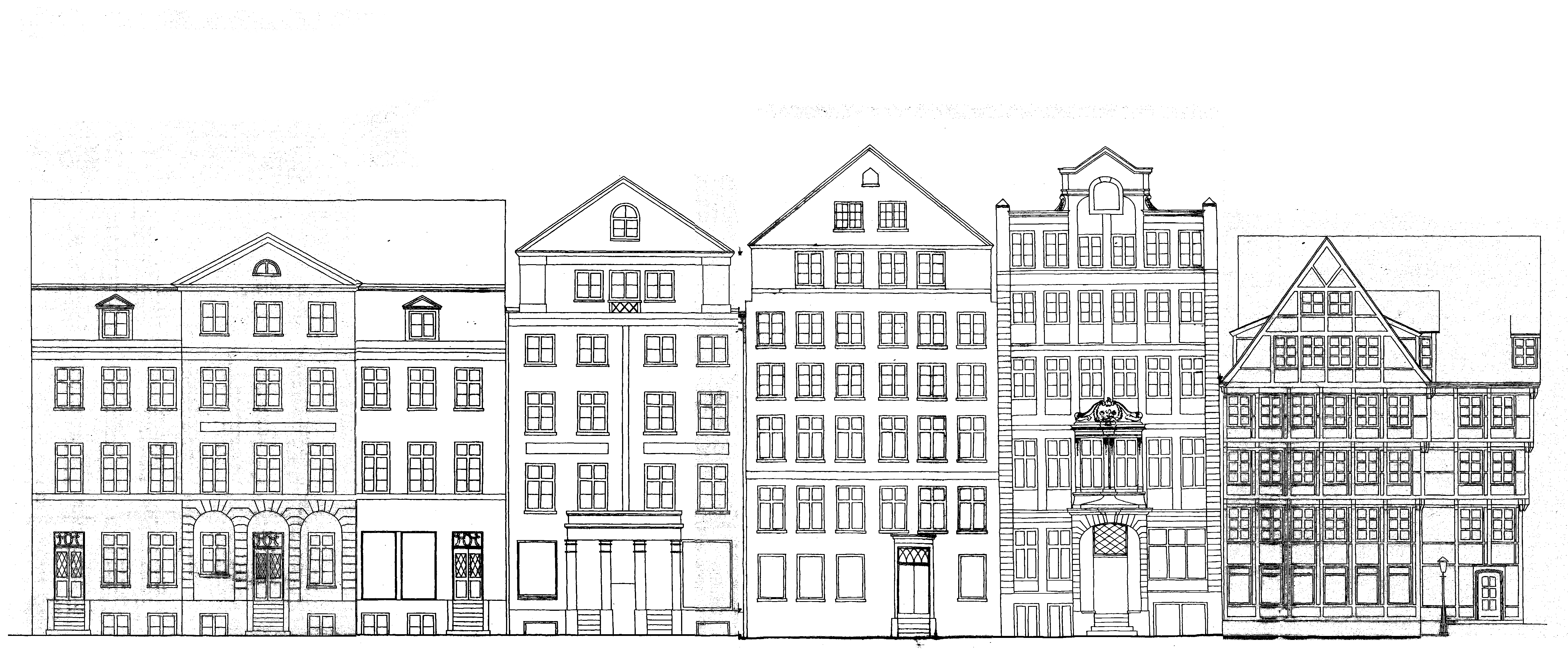
Vorsetzen, Fassaden Nr. 1–4 vor der Zerstörung 1942/43, Zeichnung von Heinrich Bartmann (1942)

Die Bebauung der Straße und die vorgesetzten Eichenbohlen sind älter als die Ersterwähnung des Namens 1528. Aufgrund der Bauweise konnten an dieser Stelle Schiffe am Ufer festmachen und beladen oder gelöscht werden. Mit dem Bau der neuen Befestigung Hamburgs wurden die Vorsetzen Teil der inneren Stadt. Der 1621 erbaute Neustädter Neuer Weg, der den Schaarmarkt mit den Vorsetzen verband, teilte die Straße bis Ende des 19. Jahrhunderts in die „1. und 2. Vorsetzen“.
Als 1873 mehr Fläche für die Beladung von Ewern gewonnen werden sollte, wurde die damals noch direkt an die Kaikante angrenzende Straße um etwa 30 Meter in Richtung der Elbe verbreitert. Ab 1889 wurden die baufällig gewordenen hölzernen Uferbefestigungen erneuert und die Straßenfläche abermals erweitert. Die dadurch geschaffenen Freiflächen konnten ab 1910 für die Errichtung der Hochbahn-Viadukte genutzt werden.

## Sieleinstieghäuschen

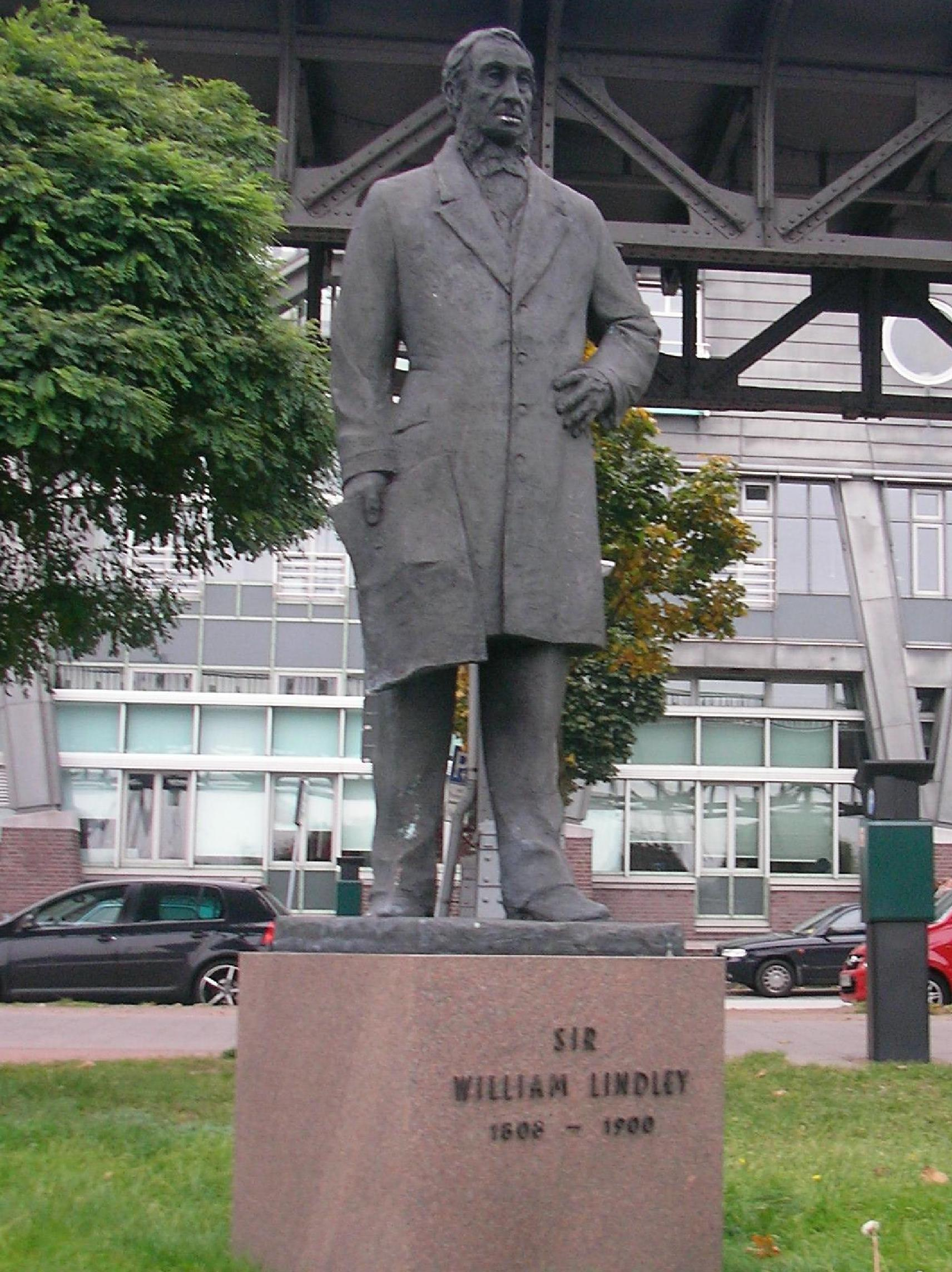
Denkmal für William Lindley am Baumwall in der Hamburger Neustadt

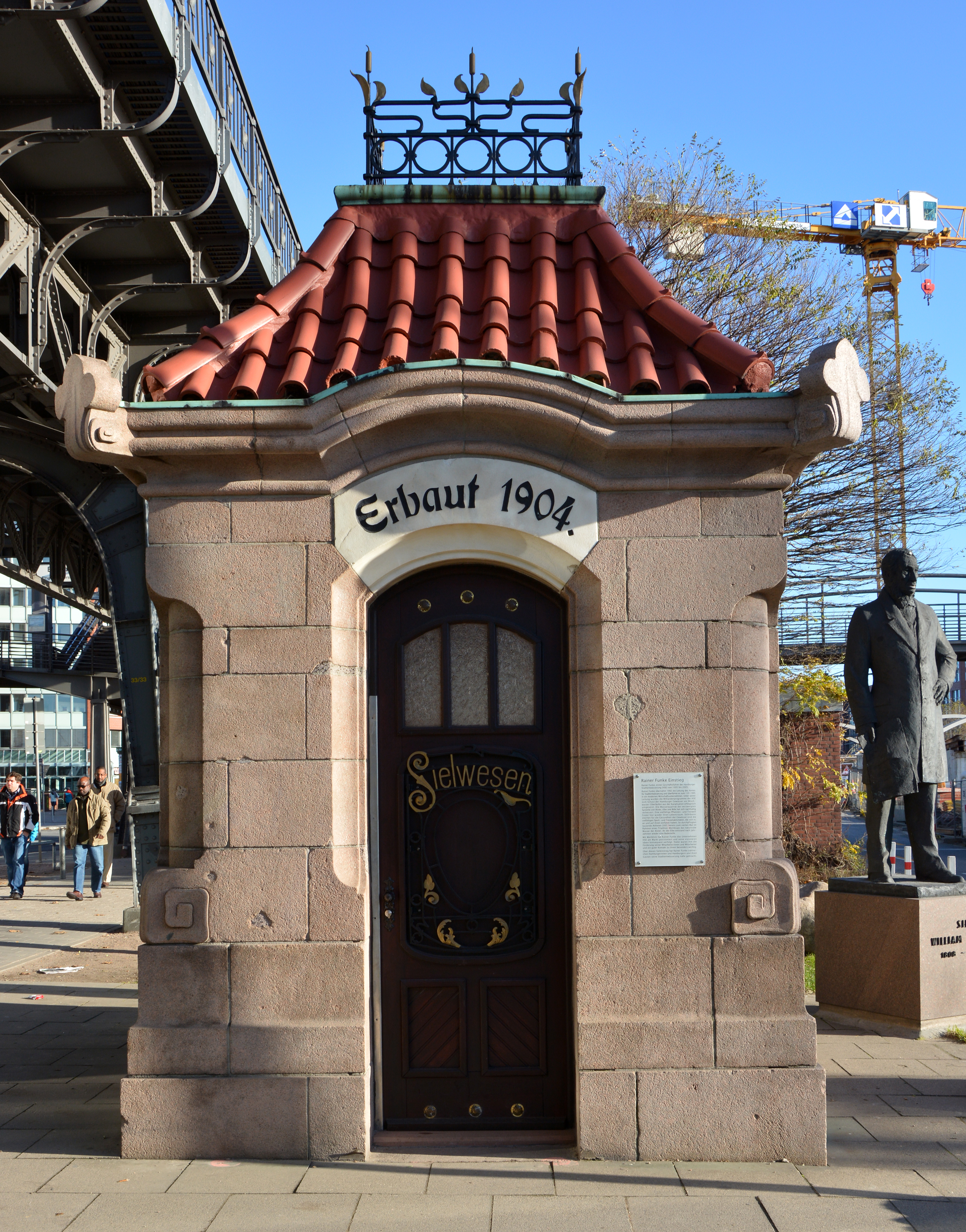
Der Rainer-Funke-Einstieg mit William-Lindley-Denkmal in Hamburg

Auf der Höhe Baumwall befindet sich ein sogenanntes Sieleinstieghäuschen, welches im Jahr 1904 eigens für einen Besuch von Kaiser Wilhelm II erbaut wurde, um diesem einen bequemen Zugang für die Besichtigung der Kanalisation zu ermöglichen. Erst im Jahr 2012 wurde bei Bauarbeiten ein dazugehöriges unterirdisches Ankleidezimmer entdeckt, welches dem Kaiser zum Anziehen von Schutzkleidung für die Sielbesichtigung dienen sollte. Das Gewölbe befindet sich in drei Meter Tiefe, hat eine Fläche von ca. sechs Quadratmetern und ist mit glasierten Fliesen ausgestattet. „Hamburg Wasser“ ließ den historischen Raum mit einer Summe von 28.000 Euro renovieren. Die Öffentlichkeit kann das Gebäude jährlich am „Tag des offenen Denkmals“ besichtigen. Zu Ehren des ersten Geschäftsführers der Hamburger Stadtentwässerung erhielt das Gebäude später den Namen „Rainer-Funke-Einstieg“. Neben dem Häuschen befindet sich das Denkmal von William Lindley, welcher um 1842 für die Planung des Hamburger Sielsystems zuständig war.

## Rundbunker

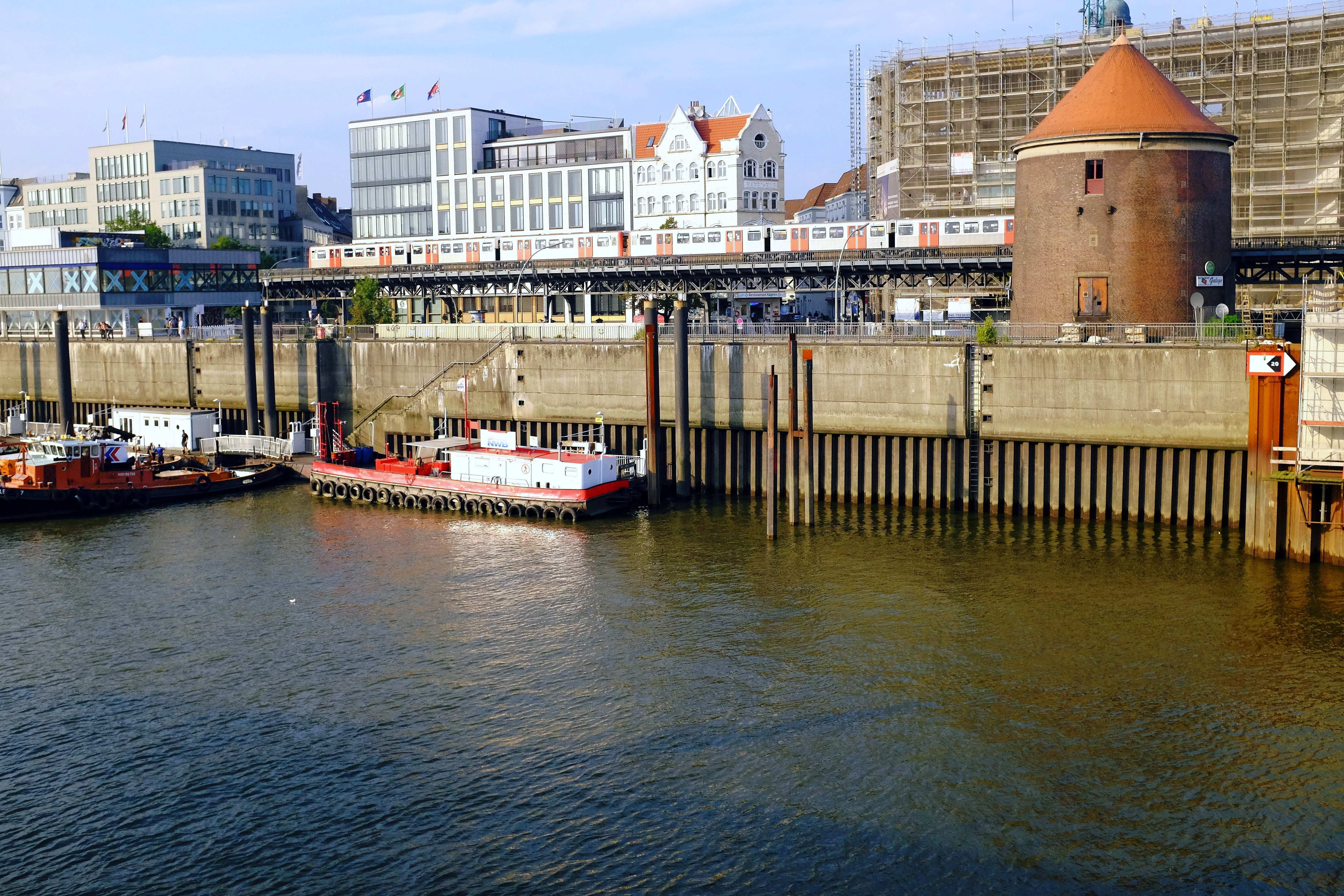
Rundbunker an den Vorsetzen

1940 wurde bei Hausnummer 70 ein Rundbunker gebaut. Ab 1942 wurde die historische Randbebauung weitgehend zerstört.

## Jan-Fedder-Promenade als Hochwasserschutz

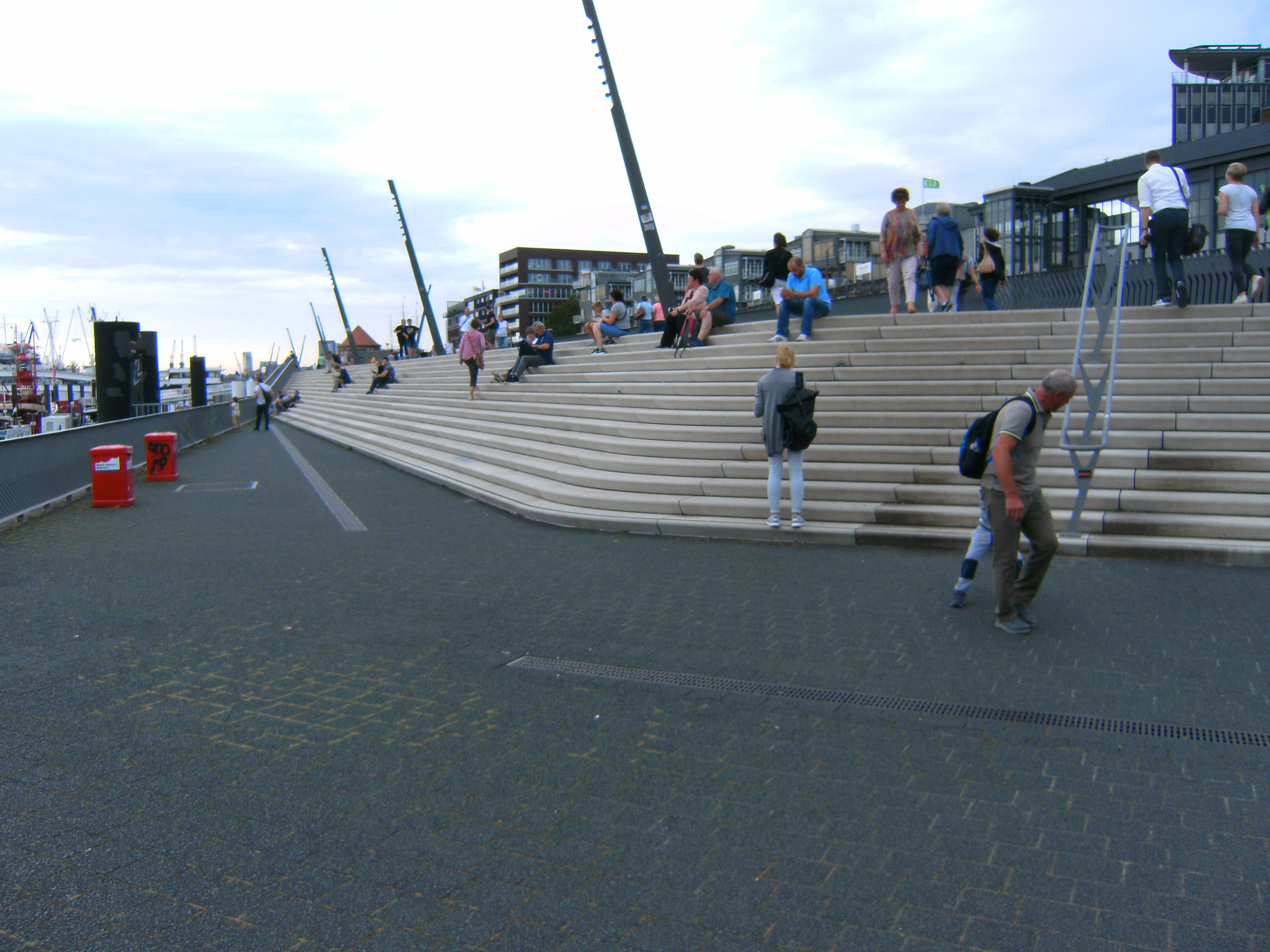
Hochwasserschutzanlage und Jan-Fedder-Promenade am Niederhafen

Nach der Sturmflut 1962 wurde der Hafenbetrieb am Niederhafen eingestellt und eine Flutschutzmauer erbaut und als Elbpromenade gestaltet, die parallel zum Johannisbollwerk weiterführt. Seit dem letzten Ausbau hat der Boulevard eine Höhe von bis zu 8,90 Meter über Normalnull (üNN) und trägt seit Januar 2022 den Namen Jan-Fedder-Promenade. Die Lampen sind in Anlehnung an Schiffsmasten gestaltet. Alle 40 Meter sind Notfallleitern zum Aufstieg aus der Elbe angebracht.